# Lucida Sans Unicode

Lucida Sans Unicodeのサンプル

Lucida Sans Unicodeは、Bigelow & Holmesのデザインスタジオによって制作されたOpenTypeフォントである。Unicode 1.0で定義されたよく使われる文字をサポートするためにデザインされている。Lucidaフォントファミリのサンセリフのバリエーションであり、ラテン文字、ギリシア文字、キリル文字、ヘブライ文字、また国際音声記号の文字もサポートされている。
ラテン文字以外の文字（ギリシア文字、キリル文字、ヘブライ文字）を収録したBigelow & Holmesによる最初のUnicodeエンコードのフォントである。クリス・ホームズとチャールズ・ビゲロウによって1993年にデザインされ、最初にWindows NT 3.1で提供された。ただし標準ではWindows NT 3.1のリテール版のシステムにはインストールされていない。
このフォントは、Windows 98からWindows 10のすべてのバージョンのMicrosoft Windowsにプリイントールされて提供されている。Lucida Grandeというほぼ同一のフォントはHelvetica Neueに切り替わったOS X YosemiteまでAppleのMac OS Xの標準システムフォントであった。上記に加えてアラビア文字とタイ文字もサポートされている。
他のUnicodeフォントとしては、Code2000やArial Unicode MS、それ以外にもさまざまなフリーフォントがある。